# Cassinensische Kongregation

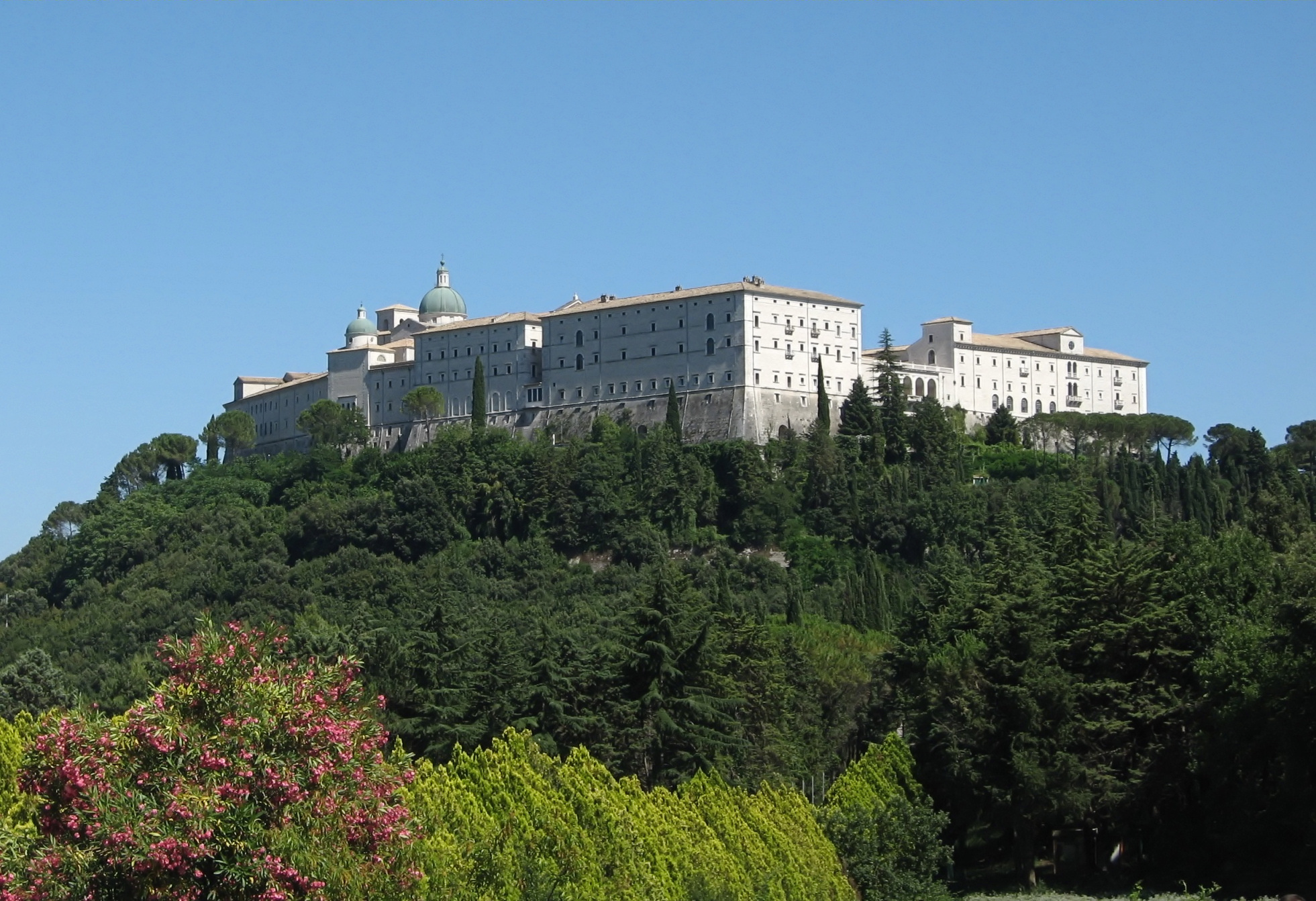
Die Erzabtei Monte Cassino, Namensgeberin der Kongregation

Die Cassinensische Kongregation, auch Cassinesische Kongregation (lat. Congregatio Cas(s)inensis Ordinis Sancti Benedicti) ist ein Zusammenschluss von Benediktinern innerhalb der Benediktinischen Konföderation. Die Kongregation verdankt ihre Entstehung den Reformbemühungen von Ludovico Barbo, der am 20. Dezember 1408 durch Papst Gregor XII. zum Abt des Klosters Santa Giustina in Padua eingesetzt wurde. Seine Wirkungsstätte wurde der Geburtsort der benediktinischen Reformen in Italien, weswegen der Klosterverband im ersten Jahrhundert seines Bestehens Kongregation von Santa Giustina hieß. Seit 2013 ist die Cassinensische Kongregation wieder mit der Sublazenser Kongregation vereinigt, die 1872 von ihr abgetrennt worden war.

## Geschichte

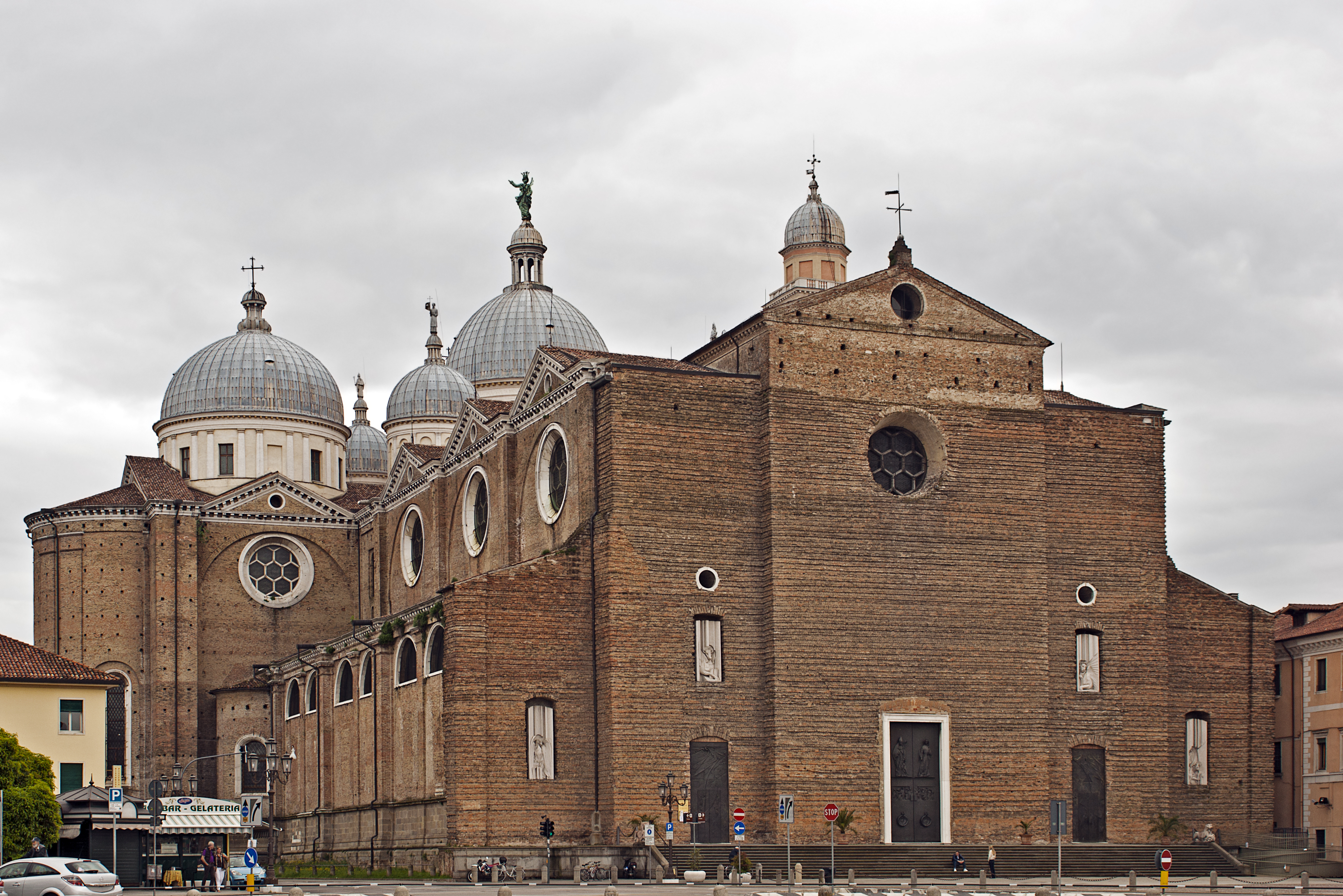
Abtei St. Justina in Padua

Im 10. und 11. Jahrhundert waren die meisten italienischen Klöster unter den Einfluss von Cluny geraten und hatten deren Gebräuche adaptiert. Gegen Ende des 14. Jahrhunderts jedoch hatten sich die Zeiten geändert und es gab kaum noch eine Abtei, die die Observanz von Cluny bewahrt hatte. Als Gregor XII. im Jahr 1407 St. Justina in Padua in commendam an den Kardinal von Bologna vergab, befand sich die Abtei, die vormals zum Cluniazensischen Verband gehörte, in einem korrupten und ruinösen Zustand.
Der auf Reformen bedachte Prälat führte einige Olivetaner in die Abtei ein, jedoch beschwerten sich die verbliebenen drei cluniazensischen Mönche bei der Republik Venedig über die Beeinträchtigung ihrer angestammten Rechte. Das Resultat war, dass die Abtei ihnen zugesprochen wurde und die Olivetaner gehen mussten. Der Kardinal gab daraufhin die Abtei an den Papst zurück, der wiederum Ludovico Barbo, einen Regularkanoniker aus San Giorgio in Alga, zum Abt bestimmte. Barbo, der ursprünglich nicht dem Benediktinerorden angehörte, trug fortan die Ordenstracht der Benediktiner und empfing am 3. Februar 1409 die Abtsweihe. Mithilfe zweier Kamaldulensermönche und zweier Kanonikern aus San Giorgio in Alga schuf er eine reformierte Observanz, die rasch von anderen Klöstern adaptiert wurde. Der Zusammenschluss dieser Klöster zu einer neuen Kongregation wurde von Martin V. am 1. Januar 1419 durch die Bulle Ineffabilis summi providentia Patris gebilligt und beim ersten Generalkapitel im Jahr 1421 wurde Abt Barbo zum ersten Abtpräses gewählt. Die Leitungsgewalt der Kongregation ging aber vom Generalkapitel aus, was die Jurisdiktion der Äbte der Einzelklöster des Verbandes schwächte. Zu den ersten Klöstern, die sich der neuen Kongregation anschlossen, gehörten unter anderem die Abteien von Subiaco, Monte Cassino, St. Pauls in Rom, San Giorgio in Alga, Cava de’ Tirreni und Farfa.
Im Jahr 1437 gehörten der Kongregation 18 Klöster mit ungefähr 300 Mönchen an. Sie hieß zunächst De unitate und hatte zwei Denominationen, nämlich Congregatio monachorum de observantia S. Justinae und Congregatio Unitatis. Nach dem Beitritt der Abtei Montecassino im Jahr 1504 wurde der Zusammenschluss in „Cassinensische Kongregation“ umbenannt. Allmählich versammelte die Kongregation alle großen Benediktinerklöster Italiens, annähernd zweihundert, die in die sieben Provinzen Rom, Neapel, Sizilien, Toskana, Venedig, Lombardei und Genua aufgeteilt wurden. 1505 schloss sich die Abtei Lérins in der Provence mit all ihren zugehörigen Ablegern an.
Obwohl die mit der Reform einhergehende Zentralisierung und die Einführung eines effektiven Überwachungssystems einen offensichtlichen Abschied von benediktinischen Idealen bedeutete und ein erhebliches Gefahrenpotential in sich trug, gedieh die Kongregation bis ins Revolutionsjahr 1848. Die Dekrete der italienischen Regierung schmälerten den Zufluss neuer Novizen in die Klöster und initiierten eine Welle der Unterdrückung, die die Zahl der Klöster erheblich reduzierte und sie ihrer früheren Größe beraubte. Die Gründung der Kongregation von Subiaco im Jahr 1872 nahm weitere Teile der Cassinensischen Kongregation mit sich hinfort und über die Jahre schrumpfte sie auf eine zuletzt im 21. Jahrhundert eher bescheidene Größe.

## Kernpunkte der Reformen
Kernpunkt von Barbos Reform war die Abschaffung der in commendam-Regelung, wonach Äbte durch weltliche oder kirchliche Herrscher nach Gutdünken ernannt werden konnten. Die Macht der Oberen sollte darüber hinaus durch das jährlich einzuberufende Generalkapitel und neun Definitoren beschnitten werden. Den einzelnen Klöstern wurde dadurch nahezu vollständig deren Autonomie genommen. Die gesamte Macht war nun im Definitorium konzentriert, das alle Treffen, vom Abtpräses bis hinunter zum kleinsten Mönch organisierte und überwachte. In den Aufgabenbereich der Definitoren fiel außerdem die alleinige Verwaltung des klösterlichen Besitzes.

## Heutige Situation
Letzter Abtpräses der Kongregation vor ihrer Wiedervereinigung mit der Sublazenser Kongregation war seit dem 28. Juli 2010 Dom Giordano Rota OSB, Professmönch und Abt der Abtei Pontida.
Im Juli 2010 votierte das Generalkapitel der Cassinensischen Kongregation für die Aufnahme von Gesprächen über eine Vereinigung mit der Kongregation von Subiaco. Am 4. Oktober 2010 reichte Abtpräses Dom Giordano Rota die formale Anfrage für eine solche Vereinigung bei der Kongregation von Subiaco ein. Im Jahr 2013 wurde die Vereinigung der Cassinensischen Kongregation mit der Kongregation von Subiaco vollzogen. Sie bilden nun gemeinsam die neue Kongregation von Subiaco und Montecassino. Deren erster Abtpräses wurde Bruno Marin OSB, der Abt der Abtei Praglia in Teolo bei Padua.
Aktueller Abtpräses seit 2024 ist Ignasi M. Fossas Colet OSB, Mönch der Abtei Montserrat.